# Fontcrestiana
Fontcrestiana (en francès Puy-Saint-André) és un municipi francès situat al departament dels Alts Alps i a la regió de Provença – Alps – Costa Blava.

## Demografia
| 1866                                       | 1962 | 1968 | 1975 | 1982 | 1990 | 1999 | 2006 | 2006 |
| ------------------------------------------ | ---- | ---- | ---- | ---- | ---- | ---- | ---- | ---- |
| 650                                        | 123  | 89   | 64   | 197  | 287  | 462  | 464  | 465  |
| Des de 1962: població sense dobles comptes |      |      |      |      |      |      |      |      |

## Administració
| Període   | Identitat               | Partit |
| --------- | ----------------------- | ------ |
| 2001-2007 | Maxime Barneoud-Rousset |        |
| 2007-2020 | Pierre Leroy            |        |
| 2020-     | Estelle Arnaud          |        |